# Джонстон, Билл
Уильям М. (Маленький Билл) Джонстон (англ. William M. 'Little Bill' Johnston; 2 ноября 1894, Сан-Франциско — 1 мая 1946, Сан-Франциско) — американский теннисист-любитель, первая ракетка мира 1919 года (вместе с Джеральдом Паттерсоном). Джонстон был двукратным чемпионом США, победителем Уимблдонского турнира и чемпионата мира на твёрдых кортах (1923) в одиночном разряде, а также четырёхкратным чемпионом США в мужском и смешанном парных разрядах. Со сборной США Джонстон семь раз подряд, с 1920 по 1926 год, выигрывал Кубок Дэвиса. Член Международного зала теннисной славы с 1958 года.

## Биография
Билл Джонстон родился в Сан-Франциско в семье механика электростанции в 1894 году. Он начал учиться игре в теннис в 1906 году, когда городские школы были закрыты после большого апрельского землетрясения. На городских цементных кортах, где до него учился играть другой знаменитый калифорнийский теннисист Морис Маклафлин, Джонстон выработал свою особую манеру игры. Он держал ракетку так называемым западным (или калифорнийским) хватом, что позволяло ему отбивать мячи на уровне плеча — необычный стиль для его времени, но лучший из возможных при его небольшом росте и весе (на пике формы он весил около 57 кг при росте 173 см). При этом он играл одной и той же стороной ракетки и справа, и слева, поворачивая руку только на четверть при игре закрытой ракеткой. Его игра открытой ракеткой была лучшей в то время, и для усиления удара он наносил его в прыжке. Хотя Джонстон был гибким игроком, приноравливавшим свою игру к манере противников, его небольшие габариты всё же диктовали определённые ограничения: в частности, у него была резаная, но не очень сильная подача, а чужие подачи он принимал почти у задней линии, не выходя, в отличие от Маклафлина и Линдли Маррея, вплотную к сетке, поскольку опасался «свечей».
Джонстон выиграл свой первый турнир — молодёжный чемпионат округов Сан-францисского залива — в 1910 году, а два года спустя уже победил на взрослых чемпионатах Орегона, Калифорнии и штата Вашингтон. Он выиграл свой первый чемпионат США в 1915 году, переиграв в финале Маклафлина, а на следующий год также в финале уступил Р. Норрису Уильямсу. В эти два года он также дважды становился чемпионом США в мужском парном разряде, где с ним выступал Кларенс Гриффин. Следующие два чемпионата он пропустил из-за военной службы, которую проходил на флоте, но уже в 1919 году завоевал свой второй одиночный титул. В финале 1919 года Маленький Билл победил своего тёзку — молодого Билла Тилдена, в будущем ставшего известным как Большой Билл, и закончил год на первом месте в ежегодном рейтинге сильнейших теннисистов мира, составляемом обозревателем Daily Telegraph Артуром Уоллисом Майерсом. Он разделил это место с победителем Уимблдона Джеральдом Паттерсоном — единственный подобный случай в истории рейтинга Daily Telegraph, после этого составлявшегося ещё больше полувека.
Поражение от Джонстона заставило Тилдена всю зиму работать над своим бэкхендом, и на следующий год он взял у Джонстона реванш, также в финале национального чемпионата. Они встречались на чемпионате США ещё пять раз подряд, в том числе четырежды в финалах. Их единственная встреча на более раннем этапе состоялась в 1921 году, после чего администрация чемпионата США ввела сетку посева, чтобы в будущем предотвратить встречу двух сильнейших теннисистов мира до финала. Джонстон также завоевал чемпионское звание на Уимблдонском турнире в 1923 году — во второй и последний раз, когда он в нём участвовал. В том же году он стал победителем чемпионата мира на твёрдых кортах — предшественника международного чемпионата Франции.
Большой и Маленький Билл составляли костяк сборной команды США, семь раз подряд — с 1920 по 1926 годы — завоёвывавшей Кубок Дэвиса. За эти годы Джонстон выиграл в раунде вызова — финальном матче за главный трофей — 11 игр в одиночном разряде из 12. Только в 1927 году, когда у него начались проблемы со здоровьем, сборная США наконец уступила Кубок Дэвиса французам. Вскоре после этого поражения Маленький Билл завершил игровую карьеру. За годы выступлений он 12 раз входил в десятку сильнейших теннисистов США (на первом месте в 1915 и 1919 годах) и восемь раз подряд — в десятку лучших теннисистов мира.
Здоровье Билла Джонстона было подорвано ещё в годы Первой мировой войны, и он умер в возрасте всего лишь 51 года, в мае 1946 года, от туберкулёза. В 1958 году его имя было включено в списки Национального (впоследствии Международного) зала теннисной славы.

## Участие в финалах турниров Большого шлема за карьеру

### Одиночный разряд (4-6)
| Результат | Год  | Турнир                           | Соперник в финале     | Счёт в финале            |
| --------- | ---- | -------------------------------- | --------------------- | ------------------------ |
| Победа    | 1915 | Чемпионат США                    | Морис Маклафлин       | 1-6, 6-0, 7-5, 10-8      |
| Поражение | 1916 | Чемпионат США                    | Ричард Норрис Уильямс | 6-4, 4-6, 6-0, 2-6, 4-6  |
| Победа    | 1919 | Чемпионат США (2)                | Билл Тилден           | 6-4, 6-4, 6-3            |
| Поражение | 1920 | Чемпионат США                    | Билл Тилден           | 1-6, 6-1, 5-7, 7-5, 3-6  |
| Поражение | 1922 | Чемпионат США                    | Билл Тилден           | 6-4, 6-3, 2-6, 3-6, 4-6  |
| Победа    | 1923 | Чемпионат мира на твёрдых кортах | Жан Ваше              | 4-6, 6-2, 6-2, 4-6, 6-3  |
| Победа    | 1923 | Уимблдонский турнир              | Фрэнк Хантер          | 6-0, 6-3, 6-1            |
| Поражение | 1923 | Чемпионат США                    | Билл Тилден           | 4-6, 1-6, 4-6            |
| Поражение | 1924 | Чемпионат США                    | Билл Тилден           | 1-6, 7-9, 2-6            |
| Поражение | 1925 | Чемпионат США                    | Билл Тилден           | 6-4, 9-11, 3-6, 6-4, 3-6 |

### Мужской парный разряд (3-1)
| Результат | Год  | Турнир            | Партнёр               | Соперники в финале          | Счёт в финале           |
| --------- | ---- | ----------------- | --------------------- | --------------------------- | ----------------------- |
| Победа    | 1915 | Чемпионат США     | Кларенс Гриффин       | Том Банди Морис Маклафлин   | 2-6, 6-3, 6-4, 3-6, 6-3 |
| Победа    | 1916 | Чемпионат США (2) | Кларенс Гриффин       | Уорд Доусон Морис Маклафлин | 6-4, 6-3, 5-7, 6-3      |
| Победа    | 1920 | Чемпионат США (3) | Кларенс Гриффин       | Уиллис Дэвис Роланд Робертс | 6-2, 6-2, 6-3           |
| Поражение | 1927 | Чемпионат США     | Ричард Норрис Уильямс | Билл Тилден Фрэнк Хантер    | 8-10, 3-6, 3-6          |

### Смешанный парный разряд (1-0)
| Результат | Год  | Турнир        | Партнёрша  | Соперники в финале        | Счёт в финале |
| --------- | ---- | ------------- | ---------- | ------------------------- | ------------- |
| Победа    | 1921 | Чемпионат США | Мэри Браун | Молла Маллори Билл Тилден | 3-6, 6-4, 6-3 |